# Keleti László (színművész)
Keleti László (Budapest, Erzsébetváros, 1904. június 11. – Budapest, 1972. augusztus 28.) magyar színművész, érdemes művész, aki kisebb szerepekben is emlékezetes alakításokat nyújtott.

## Életpályája
Budapesten született Kohn Izrael és Grünhut Riza gyermekeként zsidó családban. 1909-ben családneve apjáéval együtt a Belügyminisztérium engedélyével „Keleti"-re változott. Rákosi Szidi színiiskolájába járt, Kaposvárott kezdte a pályáját. Első szerepe Móricz Zsigmond Sári bíró című művében a falu bolondja volt. 1923-ban a székesfehérvári, majd a Belvárosi Színház szerződtette. 1927-ben az Új Színházhoz került. Ezt követően az Andrássy úti Színházban, a Royal Orfeumban, a Pódium Kabaréban játszott. 1938 és 1944 között Londonban, Párizsban, Olaszországban és Dániában élt. Miután 1945-ben hazatért, a Vígszínház, a Fővárosi Operettszínház és a Thália Színház tagja volt. Népszerű komikus volt, főleg karakterszerepekben, kisebb epizódfigurákban aratott sikert. Számos filmben szerepelt 1929-től fogva. 1949-től a Színház- és Filmművészeti Főiskola maszkkészítéstanára volt. 1940. december 24-én házasságot kötött Markovits István és Szabó Mária lányával, Valériával.
A gyerekeket a Csimm-bumm cirkusz kedvelt Szamóca Ábrisaként hódította meg.

## Könyvei
- Pesttől-Pestig; May Ny., Budapest, 1941
- A maszkírozás kézikönyve; képek összeáll. Lányi Andor; Magyar Színészek Szabad Szakszervezete, Budapest, 1948 (Színházi könyvtár)
- Keleti László–Vágó Zsófia: Maszk-jelmez. Színjátszó csoportok részére; Művelt Nép, Budapest, 1952

## Főbb szerepei
- Gügye (Móricz Zsigmond: Sári bíró)
- Kit Carson (William Saroyan: Így múlik el az életünk)
- Videnka (Mikszáth–Örkény–Gyárfás: Különös házasság)
- Cigányprímás (Bródy Sándor: A tanítónő)
- Követ (Darvas József: Zrínyi)
- Sapen (Pogogyin: Arisztokraták)
- Krausz doktor (Faragó Sándor: Bérkaszárnya)
- Wagner Zsiga (A Szabó család, rádió-hangjáték)
- Bojarszkij (Babel: Alkony)

## Filmjei
- Csak egy kislány van a világon (1929)
- Az iglói diákok (1934)
- Címzett ismeretlen (1935)
- Ez a villa eladó (1935)
- A Noszty fiú esete Tóth Marival (1938)
- Hazugság nélkül (1945)
- Beszterce ostroma (1948, átdolgozás 1955)
- Mágnás Miska (1949)
- Janika (1949)
- Állami Áruház (1952)
- Fel a fejjel (1954)
- A csodacsatár (1956)
- Felfelé a lejtőn (1958)
- Délibáb minden mennyiségben (1961)
- A kőszívű ember fiai (I-II., 1964)
- Kár a benzinért (film, 1964)
- Az ember tragédiája (tévéfilm, 1969)
- Utazás a koponyám körül (1970)

## Hangjátékszerepei
- Lheureux (Bovaryné), Magyar Rádió, 1964
- Túri András-Magyar Vilma: Prágai János ezredes (1967)

## Róla írták
- Vázlat Keleti Lászlóról (Film Színház Muzsika, 1958. febr. 28.);
- Barabás T.: Az M-betűsökkel szerencsém volt. Látogatás Keleti László érdemes művésznél (Esti Hírlap, 1964. jún. 16.);
- Antal G.: Színész a maszk mögött. Beszélgetés Keleti Lászlóval (Színház, 1971. 9. sz.);
- Meghalt Keleti László, a Thália Színház tagja (Magyar Nemzet, 1972. aug. 29.);
- Bilicsi Tivadar: Szervusz Szamóca (Film Színház Muzsika, 1972. szept. 9.).